# برایان آلیسون
برایان آلیسون (انگلیسی: Brian Allison؛ زادهٔ ۲۳ ژوئن ۱۹۸۸) بازیکن فوتبال اهل بریتانیا است.
از باشگاه‌هایی که در آن بازی کرده است می‌توان به باشگاه فوتبال فالکیرک اشاره کرد.